# Hanna Holborn Gray

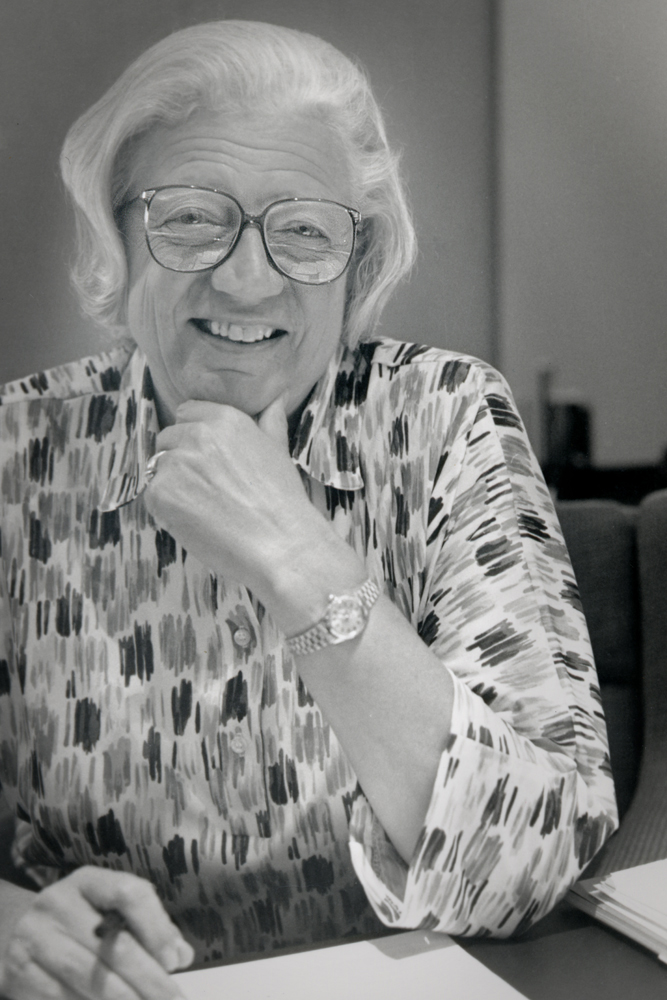
Hanna Holborn Gray (1989)

Hanna Holborn Gray, geborene Hanna Holborn, (* 25. Oktober 1930 in Heidelberg) ist eine deutschamerikanische Historikerin.

## Leben
Hanna Holborn ist die Tochter des Zeithistorikers Hajo Holborn und der Philologin Annemarie Bettmann. Ihre Familie emigrierte nach der Machtübergabe an die Nationalsozialisten 1933 und der Entlassung Hajo Holborns als Universitätsprofessor  über Großbritannien 1934 in die USA. Ihre Tante, die Politikwissenschaftlerin Louise Holborn, emigrierte ebenfalls 1933 in die USA.
Holborn studierte Geschichte und war später in den 1950er und 1960er Jahren an verschiedenen Universitäten tätig und beschäftigte sich bei ihrer Lehr- und Forschungstätigkeit insbesondere mit der Zeit der Renaissance und der Reformation. 1954 heiratete sie den US-amerikanischen Historiker Charles Montgomery Gray. 1974 wurde sie zur Professorin für Geschichte an die Yale University berufen und wurde zugleich auch Provost der Universität.
1977 wurde sie als Nachfolgerin von Kingman Brewster, Jr. zur geschäftsführenden Präsidentin der Yale University. Im folgenden Jahr wurde sie Präsidentin der University of Chicago und war damit die erste Frau, die eine der großen und wichtigen US-amerikanischen Universitäten leitete. Das Amt der Präsidentin der University of Chicago übte sie von 1978 bis 1993 aus.
1987 hielt sie die erste Berta-Benz-Vorlesung der Gottlieb Daimler- und Karl Benz-Stiftung zu dem Thema „Educational Diversity and the Unity of Learning“.
Holborn Gray ist Mitglied des Rates zur Verleihung des Dan-David-Preises. Sie ist Mitglied der American Academy of Arts and Sciences (1973) und der
American Philosophical Society (1981) sowie Trägerin der Presidential Medal of Freedom. Auch nach ihrer Emeritierung war sie als Autorin historischer und zeithistorischer Aufsätze tätig wie zum Beispiel: „Cold War Universities: Tools of Power or Oases of Freedom?“

## Autobiographisches
- Hanna Holborn Gray: Some Reflections on the Second Generation. In: Andreas W. Daum, Hartmut Lehmann, James J. Sheehan (Hrsg.): The Second Generation. Émigrés from Nazi Germany as Historians. Berghahn Books, New York 2016, ISBN 978-1-78238-985-9, 102–113.
- An Academic Life: A Memoir. Princeton University Press, Princeton N.J. 2018, ISBN 978-0-691-17918-6.